# St.-Dominicus-Kirche (Berlin)

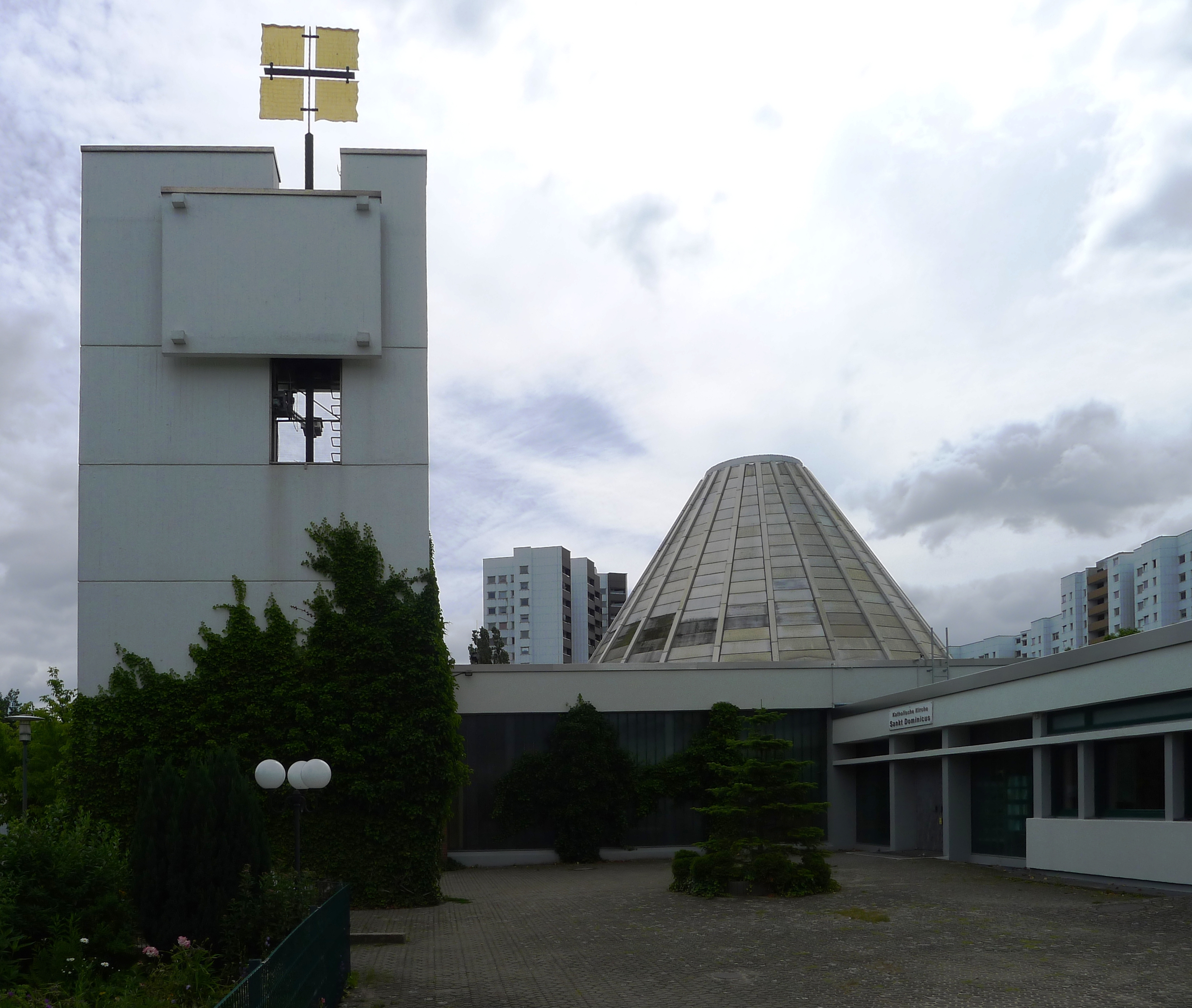
St.-Dominicus-Kirche

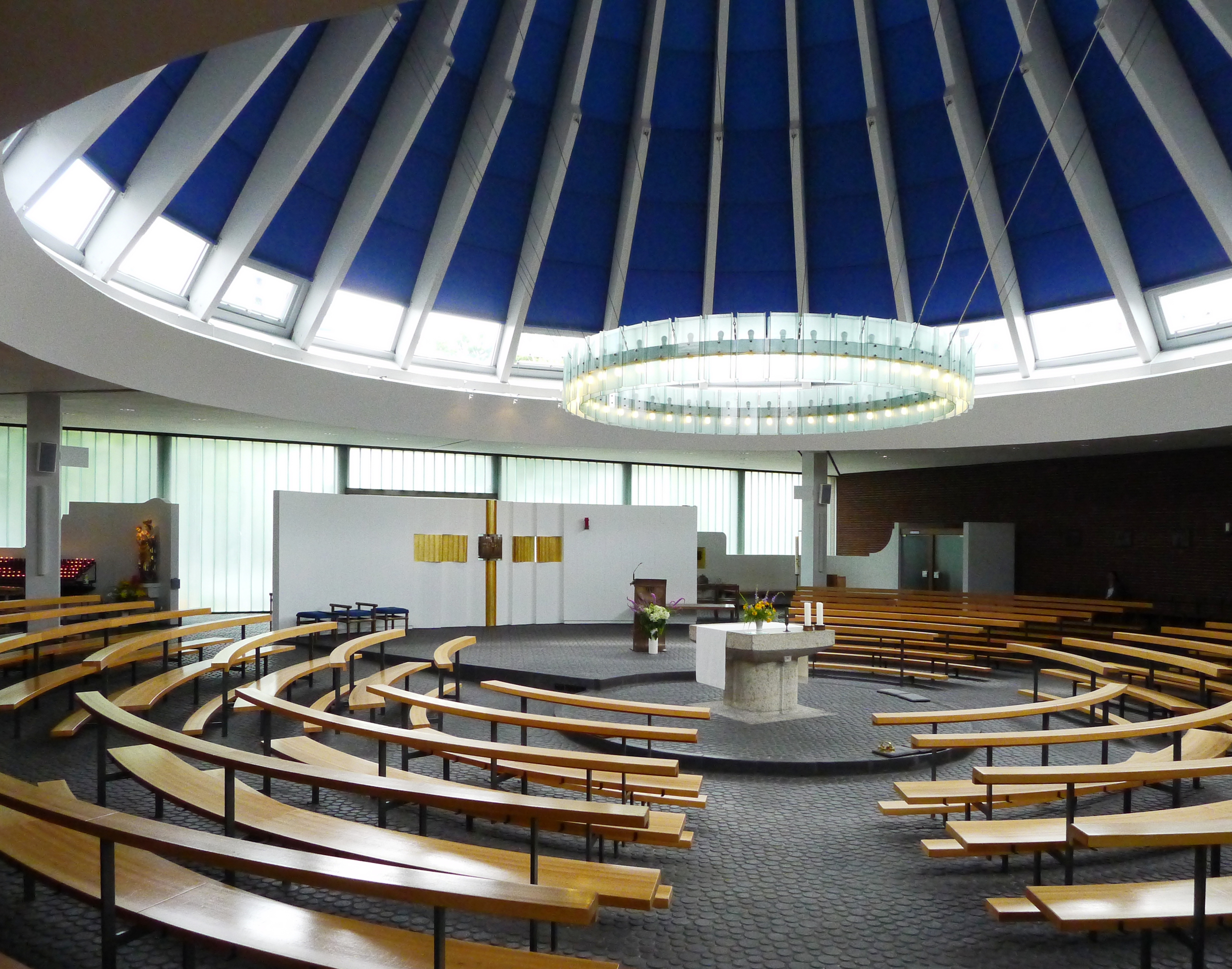
Innenraum (2013)

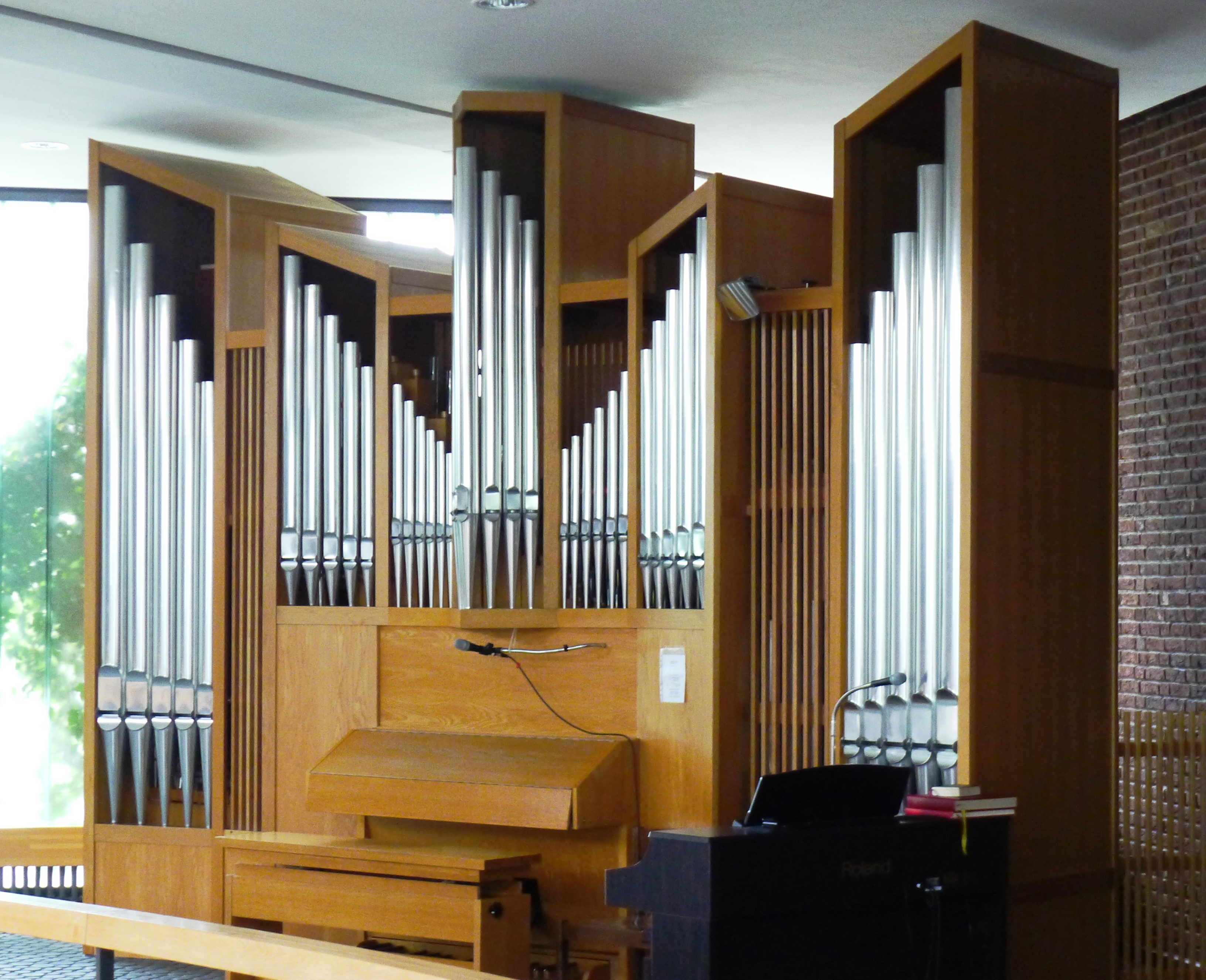
Orgel

Die St.-Dominicus-Kirche ist eine katholische Kirche in der Lipschitzallee 74 im Berliner Ortsteil Gropiusstadt des Bezirks Neukölln. Sie wurde von Hans Schädel und Hermann Jünemann als Stahlbetonskelettbau im Architekturstil der Nachkriegsmoderne entworfen. Die 1975–1977 gebaute Kirche und das bereits 1969 errichtete Gemeindezentrum stehen unter Denkmalschutz.

## Geschichte
Den Anstoß, eine eigene Kirchengemeinde in der Gropiusstadt zu gründen, gaben ihre katholischen Gläubigen, deren Anteil elf Prozent der Einwohner betrug. In die Satellitenstadt zogen bis 1975 aus Altbaugebieten der West-Berliner Innenstadt 50.000 Menschen in 18.500 neuerrichtete familiengerechte Mietwohnungen. Ab 1966, dem Jahr der Gründung der Gemeinde, wurde der Gottesdienst in der Waschküche eines Mietshauses gefeiert, am Sonntag in der Eingangshalle einer Schule, nach dem Bau des Gemeindezentrums in dessen Gottesdienstraum. Zum Jahreswechsel 2020/2021 hat die neue Gemeinde St. Edith Stein die Nachfolge der drei Gemeinden in Süd-Neukölln angetreten.

## Baubeschreibung
Der Gebäudekomplex liegt am Platz vor dem Eingang des U-Bahnhofs Lipschitzallee. Die Architekten setzten in der Kirche den Gedanken der vollkommenen räumlichen und liturgischen Gestaltung im Sinne des Zweiten Vatikanischen Konzils um. Nach diesem Vorbild entstanden noch im selben Jahr die St.-Markus-Kirche im Falkenhagener Feld und die Kirche Zu den heiligen Märtyrern von Afrika in Lichtenrade. Diese Kirchen werden wegen der Form der Kuppeln von den Berlinern auch als „St. Melitta“ bezeichnet. Der mittlere Bereich des Zentralbaus ist mit einem Kegelstumpf aus 24 Trägern überkuppelt, dessen Mantelfläche oberhalb eines umlaufenden Fensterbandes mit Aluminium verkleidet ist und dessen Deckfläche aus einem Oberlicht besteht. Das Kirchenschiff auf quadratischem Grundriss hat zur Straße eine gläserne Wand, die seitlichen fensterlosen Wände sind unverputzt, sie bestehen aus rotbraunen Klinkern.
Der Innenraum ist durch die Kuppel geprägt, unterhalb deren Oberlicht der Altar steht. Die Bänke des Kirchengestühls sind kreisförmig um den Altar angeordnet. Die Ausstattung stammt von Hubert Elsässer: Altar und Taufbecken sind aus Muschelkalk, Ambo und Reliquiar des Schutzpatrons Dominikus aus Bronze. Hinter dem Altar befindet sich eine freistehende Wand mit beidseitig zugänglichem Tabernakel. Der Raum dahinter diente am Werktag als Kapelle.
Die Orgel mit zwei Manualen, einem Pedal und 18 Registern wurde 1988 von Klaus Corbach gebaut.
Der Campanile ist aus Betonfertigteilen zusammengesetzt, bekrönt mit einem stilisierten Kreuz. In der Glockenstube hängt eine Bronzeglocke, die von Petit & Gebr. Edelbrock 1976 gegossen wurde. Sie wiegt 294 kg, hat einen Durchmesser von 76 cm und eine Höhe von 62 cm, trägt die Inschrift „CONCORDIA ET PAX“ und klingt auf den Schlagton c″.